# Виеситес
Ви́еситес (латыш. Viesītes ezers; Ме́лнэзерс, латыш. Melnezers; Ви́есиша, латыш. Viesīša ezers; устар. Весит, Вессит) — эвтрофное озеро в Виеситской волости Виеситского края Латвии. Относится к бассейну Лиелупе.
Располагается в 2 км восточнее Виесите, на Селийском всхолмлении Аугшземской возвышенности. Уровень уреза воды находится на высоте 94,8 м над уровнем моря. Озёрная котловина длинная и узкая, занимает глубокую субгляциальную ложбину. Акватория вытянута в широтном направлении на 7,5 км, шириной — до 0,5 км. Площадь водной поверхности — 232 га. Наибольшая глубина составляет 20 м, средняя — 5,9 м. Площадь водосборного бассейна — 45,8 км². С северной стороны впадает канава из озера Васарая и вытекает река Виесите, впадающая в Мемеле — приток Лиелупе.